# Якупова, Гульнур Мидхатовна
Гульнур Мидхатовна Якупова (род. 24 июня 1948 года) — башкирская писательница, поэтесса, переводчик. Народный писатель Башкортостана. Заслуженный работник культуры Республики Башкортостан. Кавалер ордена Салавата Юлаева, лауреат Государственной премии РБ им. Хадии Давлетшиной. Лауреат Всероссийской литературной премии "Душа Природы".

## Биография
Гульнур Мидхатовна Якупова родилась 24 июня 1948 г. в с. Саитбаба Гафурийского района Башкортостана.
Окончила Салаватское педучилище и Башкирский государственный университет (ныне Уфимский университет науки и технологий). Работала журналистом в газетах «Звезда», в журнале «Башкортостан кызы», с 1990 года — ответственным секретарем журнала «Агидель».
Писать стихи начала в 60-е годы XX века. Первые её стихи были опубликованы в 1964-65 годах в газетах «Ленинсе» и «Совет Башкортостаны». Прозу начала писать в 80-е годы. 
В настоящее[какое?] время продолжает писать стихи и прозу для взрослых  и детей. Занимается переводами. Перевела на башкирский язык произведения классиков русской и мировой литературы, а также современных писателей и поэтов: Александра Филиппова, Юрия Андриянова, Владимира Денисова, Камиля Зиганшина и др.
Стихотворения Г. Якуповой вошли в «Антологию поэзии Башкортостана» («Голоса веков»), выпущенную в 2008 году, в Антологию детской литературы (2014) и др.

## Награды и звания
- Народный писатель Башкортостан (2025).               Лауреат Государственной премии РБ им. Хадии Давлетшиной (2020)
- Орден Салавата Юлаева (2018)[1]
- Заслуженный работник культуры Республики Башкортостан
- Лауреат Всероссийской литературной премии "Душа Природы".
- Лауреат премии им. Джалиля Киекбаева, лауреат республиканской литературной премии им. дважды Героя Советского Союза Мусы Гареева.

## Труды
- «Узоры: Стихи». Уфа: Башкнигоиздат, 1989. Башк.

- «Автограф: Стихи». Уфа: Башкнигоиздат, 1992 60 с. Башк.

- «Летучая мышь»: Рассказы для детей. Уфа: Китап, 1993. 32 с. Башк.
- «Удивительная весть». Стихи для детей. Уфа: Китап. 1995. 24 с. Башк.
- «Ода любви»: Стихи. Уфа: Китап, 1996.158 с. Башк.

- «Послание сердца»: Стихи. Уфа: Китап, 1998. 224 с. Башк.

- «Разгадывание снов». Уфа: Полиграфкомбинат, 1998. 96 с. Башк.

- «Кровь хищника». Повести, рассказы. Уфа: Китап, 2003. 254 с. Башк.
- "Заветы «Красной книги». Т. 1: Стихи, рассказы. Уфа: Полиграфкомбинат, 2004. 110 с. Башк.
- "Заветы «Красной книги». Т. 2: Стихи, рассказы. Уфа: Полиграфкомбинат, 2006. 130 с. Башк.
- "Адам и Ева". Стихи, поэмы. Уфа: Китап, 2008. 325 с. Башк.
- "Память сердца". Стихи. Уфа: Полиграфкомбинат, 2008. 62 с. Русск.
- "Живая природа". Стихи, рассказы, сказки для детей. Уфа: Китап, 2009. 142 с. Башк.
- " Кровь хищника". Повесть, роман. Казань: Таткнигоиздат, 2011. 320 с. Тат.
- "Заветы Красной книги". Стихи, рассказы, сказки для детей. Уфа: Китап, 2013. 250 с. Русск.
- «Женщины». Трилогия. Уфа: Китап. 2013. 725 с. Башк.
- "Женщины".  Трилогия. Уфа: Китап.  2015. 725 с. Башк.
- "Патриот". Повесть. Москва. 2016. 70 с. Русск.
- "Волшебный карандаш". Стихи, рассказы, сказки, загадки для детей. Уфа: Китап, 104 с. Башк.
- "Мосты". Повесть. Уфа: Китап. 2017. 120 с. Тат.
- "Кровь хищника". Повесть. Уфа: Китап. 2017. 126 с. Башк.
- "В гостях у Природы". Стихи, сказки для детей. Уфа: Китап. 2017. 110 с. Башк.- русск.
- "Избранные сочинения". Стихи.1 том. Уфа: Китап. 2019.382 с.Башк.
- Кровь хищника".Повесть.Уфа: Китап. 2020.125 с.Русск.
- "Женщины".Трилогия.Уфа: Китап.2021.338 с.Русск.
- "Избранные сочинения". Проза. 2 том. Уфа: Китап. 2023. 431 с. Башк.